# Yeonggwang
Yeonggwang (coreeană: 영광군) este un oraș din Coreea de Sud.